# Leon (Iowa)
Leon es una ciudad ubicada en el condado de Decatur en el estado estadounidense de Iowa. En el Censo de 2010 tenía una población de 1977 habitantes y una densidad poblacional de 239,96 personas por km².

## Geografía
Leon se encuentra ubicada en las coordenadas 40°44′29″N 93°45′20″O / 40.74139, -93.75556. Según la Oficina del Censo de los Estados Unidos, Leon tiene una superficie total de 8.24 km², de la cual 8.22 km² corresponden a tierra firme y (0.28%) 0.02 km² es agua.

## Demografía
Según el censo de 2010, había 1977 personas residiendo en Leon. La densidad de población era de 239,96 hab./km². De los 1977 habitantes, Leon estaba compuesto por el 98.08% blancos, el 0.66% eran afroamericanos, el 0.25% eran amerindios, el 0.56% eran asiáticos, el 0% eran isleños del Pacífico, el 0.15% eran de otras razas y el 0.3% pertenecían a dos o más razas. Del total de la población el 2.02% eran hispanos o latinos de cualquier raza.